# Экзорцист (мини-альбом)
«Экзорци́ст» — мини-альбом российской пауэр-метал-группы «Арда», выпущенный в 2005 году.

## История
Запись альбома началась в марте 2005 года. Изначально выпуск релиза был запланирован на июнь того же года, но по не зависящим от музыкантов причинам дата выхода была перенесена на август. За время записи альбома в группе произошли изменения в составе: группу покинул бас-гитарист Ярослав Пастухов, место которого занял Дмитрий Голяшев (экс-Motorheads). Мини-альбом вышел осенью 2005 года. Его презентация состоялась в прямом эфире «Радио России», после чего в поддержку релиза последовал гастрольный тур по городам России, в том числе и выступление на стадионе «Лужники» совместно с другими российскими рок-группами.

## Критика
Стоит отметить, что мини-альбом был подвергнут критике в плане качества записи, однако, сами песни были хорошо восприняты критиками.

<…> И если судить по «Экзорцисту», то на грядущем альбоме нас ждёт всё тот же мелодичный пауэр с русскоязычными текстами — именно то, что и можно было ожидать от Арды после их дебюта. Вот только хотелось бы надеяться, что саунд на альбоме будет побогаче и попрофессиональнее, а то этот миньон больше напомнил мне банальное демо, подготавливаемое для лейбла перед началом работы над полнометражником. А продавать демо по цене нормального альбома — не есть хорошо.— Dark City

## Список композиций
| №  | Название      | Текст песни          | Музыка             | Длительность |
| -- | ------------- | -------------------- | ------------------ | ------------ |
| 1. | «Интро»       | П.Окунев             | Д.Процко           | 1:38         |
| 2. | «Экзорцист»   | П.Окунев             | Д.Процко, П.Окунев | 5:06         |
| 3. | «Мрак»        | П.Окунев             | П.Окунев           | 5:20         |
| 4. | «Вдаль»       | П.Окунев             | П.Окунев           | 3:29         |
| 5. | «Тает снег»   | П.Окунев             | Арда               | 4:28         |
| 6. | «Только пыль» | Э.Шакирова, П.Окунев | А.Андрюхин         | 4:44         |

## О песнях
- Песня «Мрак» написана по мотивам книги Юрия Никитина «Мрак» из цикла «Трое из Леса».

## Участники записи
«Арда»
На момент выхода альбома
- Павел Окунев — вокал
- Дмитрий Процко — гитара
- Игорь Пескарёв — гитара
- Дмитрий Голяшев — бас-гитара
- Александр Андрюхин — клавишные
- Влад Алексеенко — ударные

Другие участники группы
- Ярослав Пастухов — бас-гитара (в песнях «Мрак», «Вдаль», «Тает снег», «Только пыль»)

Приглашённые музыканты
- Григорий Соловьев — вокал (в песне «Мрак»)